# Jonathan Kodjia
Jonathan Kodjia (* 22. Oktober 1989 in Saint-Denis, Frankreich) ist ein ivorischer Fußballspieler, der auch für die Ivorische Fußballnationalmannschaft aktiv war.

## Karriere

### Verein

#### Stade Reims
Jonathan Kodjia begann seine Spielerkarriere beim französischen Zweitligisten Stade Reims. Sein Debüt in der Ligue 2 2008/09 feierte er am 3. Oktober 2008 bei einer 1:4-Heimniederlage gegen den FCO Dijon. Da seine Einsatzzeiten in Reims in den folgenden drei Spielzeiten gering blieben, wechselte er in der Saison 2011/12 auf Leihbasis zum Drittligisten AS Cherbourg und erzielte drei Treffer in der Championnat de France National. Die Saison 2012/13 verbrachte er auf Leihbasis beim Drittligisten SC Amiens und steigerte seine Torausbeute auf neun Treffer. Aufgrund seiner guten Leistungen in der dritthöchsten französischen Spielklasse verpflichtete ihn der Zweitligist SM Caen für die Ligue 2 2013/14 auf Leihbasis bis zum Saisonende. Der 24-jährige Angreifer steuerte fünf Ligatreffer für den Tabellendritten zum Aufstieg in die Ligue 1 bei.

#### SCO Angers
Im Sommer 2014 verließ er Stade Reims und wechselte zum Zweitligisten SCO Angers. Für seinen neuen Verein konnte er seine Treffsicherheit deutlich steigern und erzielte fünfzehn Ligatreffer. Der Verein aus Angers beendete die Ligue 2 2014/15 auf dem dritten Tabellenrang und feierte somit den Aufstieg in die erste Liga. Jonathan Kodjia wurde am Saisonende als bester Spieler der zweiten französischen Liga ausgezeichnet.

#### Bristol City
Am 20. Juli 2015 gab der englische Zweitliga-Aufsteiger Bristol City die Verpflichtung von Jonathan Kodjia bekannt. In der Football League Championship 2015/16 konnte er sich mit neunzehn Saisontoren als viertbester Torschütze der zweiten englischen Liga auszeichnen.

#### Aston VillaIm
Im Sommer 2016 wurde er von Aston Villa für 12,8 Millionen € verpflichtet.

#### Al-Gharafa SC
In der Winterpause zum Jahresbeginn 2020 hat ihn der Al-Gharafa SC aus Katar verpflichtet. Nach zwei Jahren wurde er ablösefrei zum Umm Salal SC ziehen gelassen.

#### Umm Salal SC
Von Sommer 2022 an spielte er für den Verein. Ab März 2023 war er als Vertraglos gemeldet.

#### FC Annecy
Im August 2023 wurde er vom französischen Zweitligisten FC Annecy verpflichtet.

### Nationalmannschaft
Der in Frankreich geborene Sohn eines ivorischen Vaters und einer beninischen Mutter debütierte am 20. Mai 2016 in der ivorischen Fußballnationalmannschaft bei einem 0:0 gegen die Ungarische Fußballnationalmannschaft. Seinen ersten Treffer erzielte er bei seinem zweiten Länderspieleinsatz im Qualifikationsspiel zur Fußball-Afrikameisterschaft 2017 gegen die Gabunische Fußballnationalmannschaft.